# 522년

## 연호
- 남량(南梁) 보통(普通) 3년
- 북위(北魏) 정광(正光) 3년

## 기년
- 남량(南梁) 무제(武帝) 21년
- 북위(北魏) 효명제(孝明帝) 7년
- 신라(新羅) 법흥왕(法興王) 9년
- 고구려(高句麗) 안장왕(安臧王) 4년
- 백제(百濟) 무령왕(武寧王) 22년

## 사건
- 백제, 고구려를 쳐서 한성을 수복. 웅진에서 다시 한성으로 도읍을 옮김.

## 탄생
- 가락국(駕洛國) 월광태자(月光太子)